# Solitudo Promethei
Solitudo Promethei és una característica d'albedo a la superfície de Mercuri, localitzada amb el sistema de coordenades planetocèntriques a -45 ° latitud N i 142.5 ° longitud E. El nom va ser aprovat per la UAI l'any 1976 i fa referència a una característica d'albedo del quadrangle Michelangelo (H-12).